# طلحة (صنعاء القديمة)

تعديل مصدري - تعديل

حارة طلحة هي إحدى حارات مدينة صنعاء القديمة، بلغ تعداد سكانها 669 نسمة حسب تعداد اليمن لعام 2004.